# Claude Warin
Claude Warin, ou Claude Varin, est un sculpteur, graveur et médailleur français, actif à Lyon, dont le lieu et la date de naissance ont été longuement discutés. 
Claude Warin est apparenté à Jean II Warin, maître graveur, graveur général des monnaies de France car il est le premier témoin de Jean II Warin à son mariage, le 11 février 1630. Pour Natalis Rondot il doit être Français car aucune lettre de naturalité n'a été trouvée dans les archives et il dispose librement de ses biens. Le père de Jean II Warin, Jean I Warin, était Français, marié à Catherine Hovius, fille de Guillaume Hovius, imprimeur à Liège, dont il a eu six enfants. On ne sait pas à quelle date a eu lieu leur mariage. Jean Tricou a montré que Claude Warin est le frère de Jean II Warin. Jean Tricou remarque que dans la liste des six enfants de Jean I Warin nés à Liège dont Georges de Froidcourt a retrouvé les actes de baptêmes il n'y a pas d'acte mentionnant la naissance de Claude Warin à Liège. Didier Jacquemin explique ce manque en écrivant que Claude Warin n'est autre que Guillaume Warin né à Liège le 19 décembre 1602, mais cette proposition ne répond pas à la question de l'absence de lettre de naturalité le concernant.
Il est mort à Lyon en mars 1654 après avoir fait sont testament le 15 mars 1654.

## Biographie
Claude Warin est le frère de Jean II Warin. Dans les actes passées à Lyon en 1648, il s'est présenté comme « noble Claude Warin bourgeoys » et « noble Claude Varin, bourgeois de Lyon ». Il ne semble pas avoir été marié. 
En 1611, le prince-évêque de Liège, Ernest de Bavière a ouvert un atelier de monnayage à Bouillon. Il nomme le 10 mai 1611 Paul Manlich en qualité de maître monnayeur. Jean I Warin est le graveur de l'atelier de Bouillon. Cet atelier ferme en 1615.
La famille Varin a été accusée de faux-monnayage dans l'atelier de Cugnon qui appartenait à Jean-Théodore, comte de Löwenstein Rochefort (1584-1644), seigneur souverain de Chassepierre-Cugnon, mais aussi dans les ateliers de Château-Regnault et de La Tour-à-Glaire pour Louise-Marguerite de Lorraine, princesse de Conti. Claude Warin et son père se seraient enfuis en Angleterre après l'arrestations de porteurs de fausse monnaie, en mai 1628.
Il n'y a pas d'information sur la vie de Claude Warin entre 1630 et 1647. Il existe onze médaillons réalisés en Angleterre entre 1633 et 1636 par un Warin. Natalis Rondot propose de les attribuer à Claude Warin. 
Natalis Rondot suppose que Claude Warin a été envoyé à Londres par Jean II Warin pour étudier le monnayage au balancier mis en place à la Tour de Londres par Nicolas Briot. Il est peut-être revenu après 1636 à Paris pour travailler au moulin du Louvre avec Jean II Warin où il commence la fabrication au balancier des monnaies d'or et d'argent.
Claude Warin est à Lyon en 1647. À cette date, il fait le médaillon du président de la cour des monnaies de Lyon, Constant de Silvecane. En 1648, il fait celui de l'intendant de la généralité de Lyon, Louis Faucon de Ris.
Jean II Warin est à Lyon en 1642. Il est encore « maistre garde et conducteur des engins de la monnoye establye par le Roy en la ville de Lyon » en mars 1648. Il y a établi un nouveau monnayage au balancier. C'est probablement grâce à l'appui de Jean II Warin que Claude Warin est entré à la monnaie de Lyon. En 1650, Claude Warin est « maistre graveur en la monnoye de Lyon ».
En 1650, le Consulat de Lyon a confié à Claude Warin, appelé Claude Varrin dans le document, la réalisation de quatre grands médaillons devant être placés sur la façade du nouvel hôtel de ville. Le marché passé le 20 décembre 1650 est signé C. Warin. Les médaillons sont mis en place en août 1651.
Claude Warin a résigné sa charge de graveur en la monnaie de Lyon le 19 décembre 1651 pour accepter celle de maître graveur ordinaire de la ville de Lyon.
Claude Warin a modelé à Lyon un assez grand nombre de médaillons, dont certains à la demande du Consulat.
Il fait son testament à Lyon devant le notaire Freyssinet, le 19 mars 1654. Il meurt probablement peu après, en mars 1654. Il est inhumé aux Grands-Augustins de Saint-Vincent dont l'église a été reconstruite à la veille de la Révolution. Jacques Mimerel le remplace comme sculpteur ordinaire de la ville de Lyon le 28 juillet 1654.